# 马蒂亚斯·桑切斯
马蒂亚斯·桑切斯（西班牙語：Matías Sánchez，1996年9月20日—），阿根廷男子排球运动员。他曾代表阿根廷国家队参加2020年夏季奥林匹克运动会排球比赛，获得一枚铜牌。